# 土俵

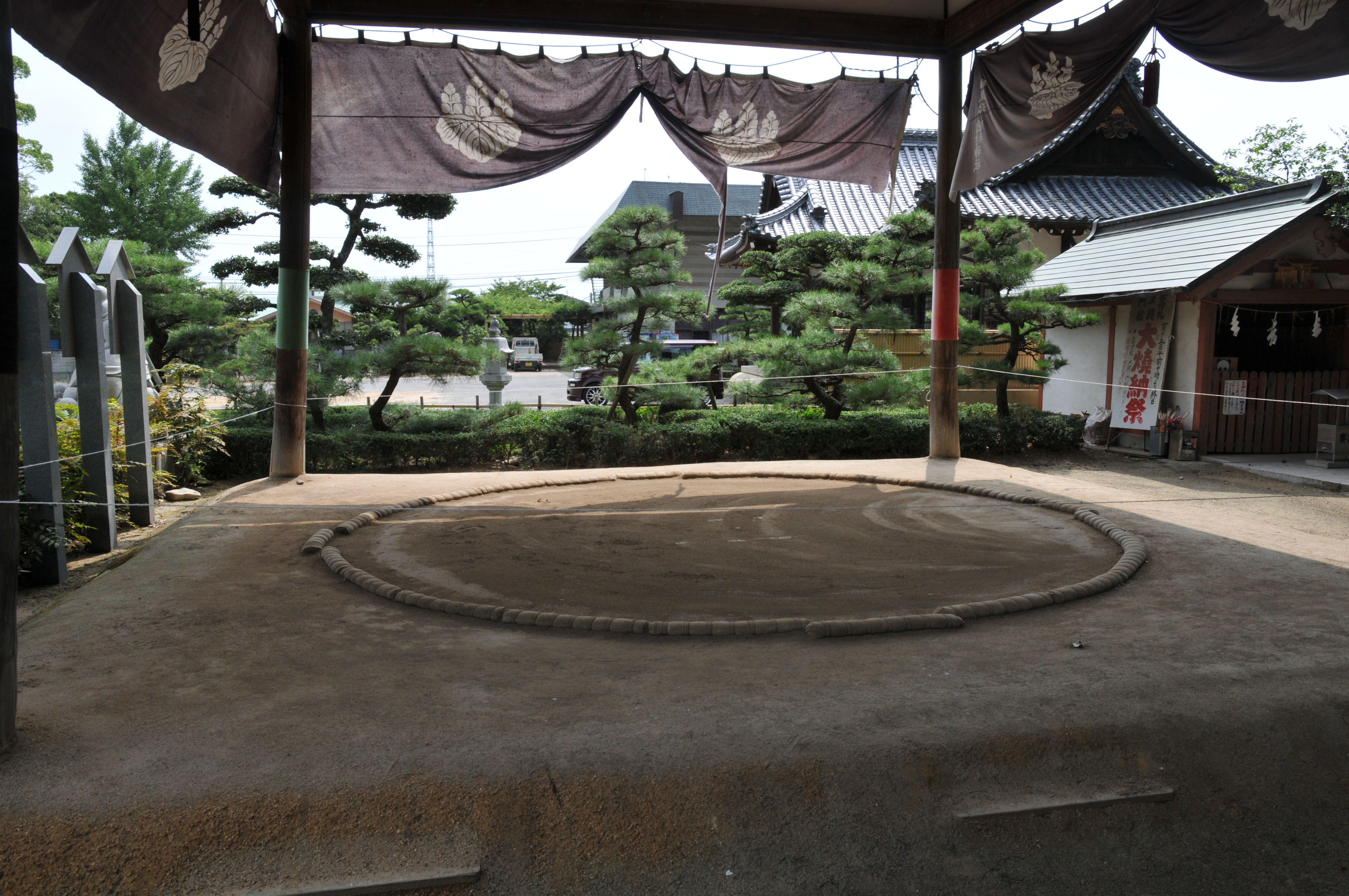
田村神社的土俵。

土俵（日语：／ Dohyō），是日本相撲比賽時的圓形黏土擂台，直徑4.55公尺，高34公分至60公分，建造在長寬各6.7公尺的方形平台上，並以米袋圍起來，上面覆蓋沙子。
在土俵中心有兩條白色的線，力士在這里準備比賽。土俵上方有一個類似神社屋頂吊在半空的建築，稱「神明造」，四角懸掛黑、青、紅、白色流蘇，象徵四神。土俵的東西南北四面有突出的部分，稱德俵。
土俵也是相撲部屋的訓練區，一個新部屋成立時要由一位現役橫綱進行奉納土俵儀式才可正式使用。

## 相關事件
傳統上視土俵為神聖地方，並嚴禁女性進入，認為女子的存在會導致「不潔」。2018年4月4日，大相撲春季巡業在京都府舞鶴市舞鶴文化公園體育館進行表演，舞鶴市長多多見良三（多々見 良三）站在土俵上進行致詞的時候昏倒，有幾名具護理師資格的女子上去進行心肺復甦搶救，卻遭日本相撲協會行司多次廣播要求女性離開土俵，直到消防隊員到場接手急救後，女性才離開土俵。行司的行為被網友視為罔顧人命，並蜂擁千名網友留言洗版。日本相撲協會理事長八角親方（前橫綱北勝海信芳）之後公開聲明感謝上前為市長急救的女子，並對於行司廣播要求急救中女性離開土俵認為是不適當的對應而致歉。此次事件被稱為「女性請下土俵」事件（「女性は土俵から降りてください」騒動）。